# ألفارو دي فيجويرا وتورس
الدون (بالإسبانية: Álvaro Figueroa Torres) ألفارو دي فيجويرا وتورس، كونت رومانونس (9 أغسطس 1863 – 11 أكتوبر 1950) سياسي إسباني وأصبح رئيس وزراء إسبانيا ثلاث مرات مابين سنتي 1912 و 1918، ورئيسا لمجلس النواب ووزيرا 17 مرة خلال الفترة الدستورية لعهد ألفونسو الثالث عشر. وهو من اتباع الحزب الليبرالي برئاسة ساغستا ثم كناليخاس.

## بداية حياته
وُلد في بيت سيسنيروس الواقع في منطقة بلازا دي لافيلا بوسط مدريد. هو الابن الثاني لإجناسيو دي فيجويرا مينديتا وآنا دي تورس رومو، ماركيزات فيلاميخور وهم اقطاعيين أثرياء ولهم عقارات وممتلكات هامة في غوادالاخارا ومناجم لا أونيون (مرسية). وفي سن التاسعة سقط من عربة حصان مما تسبب له عرج دائم. ولم ينظر جميع رسامي الكاريكاتور إلى هذا العائق بأي رحمة. وقد حافظ لسنوات عديدة على أن يكون هناك جناح ويصرف به على مساعدة الأطفال العرجاء حيث كان يدفع لهم ثمن الأطراف الصناعية الضرورية.
درس الكونت رومانونس القانون في جامعة مدريد المركزية سنة 1884 وحصل على الدكتوراه من جامعة بولونيا. إلا أنه لم يمارس القانون أبداً حيث خصص نفسه للسياسة والأعمال.

## الحياة السياسية
عمل في بداياته مع والد زوجته السياسي البارز والمحامي مانويل ألونسو مارتينيز، بدأ نشاطه السياسي نائب في غوادالاخارا في أول كورتيس من وصاية ماريا كريستينا دي هابسبورغ - من سنة 1888 إلى 1936 واستمر نائبًا لغوادالاخارا-، ثم أصبح بعدها مستشارًا لمجلس مدينة مدريد. ثم عمدتها في 15 مارس 1894 خلفًا لسانتياغو دي أنغولو. وارتبط عمله السياسي منذ البداية بالحزب الليبرالي الذي أسسه براخسيدس ماتيو ساغستا، والذي أصبح بعدها أحد قادتها الرئيسيين.
كان وزير التعليم العام والفنون (1901-1902) في حكومة ساغستا. أدرج خلالها رواتب المعلمين في ميزانية الدولة. وفي 1903 أسس صحيفته الليبرالية (Diario Universal) دياريو يونيفرسال. مع الحكومات الليبرالية في الفترة 1905-1906 كان وزيرا للتنمية (الزراعة والصناعة والتجارة والأشغال العامة) والعدل والتسامح والداخلية. ساهم في صعود خوسيه كاناليخاس لقيادة الحزب الليبرالي ومكافأة له عينه وزيرًا للتعليم العام (1909). وبعدها ارتقى إلى رئاسة مجلس النواب (1912).
بعد اغتيال كاناليخاس أصبح أهم الشخصيات في الحزب الليبرالي حيث غدا رئيسا للوزراء (1912-1913). تفاوض مع فرنسا على معاهدة لتقسيم المغرب. وبدأ الاهتمام بالمصالح الاقتصادية في الريف. وتقاسمت الحكومة تلك المصالح مع عائلة غويل وماركيز كوميلاس [الإسبانية] من خلال الجمعية الإسبانية للمناجم في الريف. ولحماية المصالح الاقتصادية الخاصة هي التي جعلت حكومة مورا تتخذ قرارًا بإرسال الجيش خلال صيف عام 1909. حيث منعت ثورة برشلونة في يوليو 1909 المعروفة باسم الأسبوع المأساوي من إرسال قوات بديلة.
وفي سنة 1913 أذن بالبيع إلى متحف برلين للفنون (المنتمي إلى متاحف برلين الحكومية) في مونفورتي دي ليموس لوحة عشق الملوك لهوجو فان در. تصادم موقفه الفرانكوفيلي خلال الحرب العالمية الأولى مع إعلان حكومة إدواردو داتو حياد إسبانيا ومع مواقف ألمانوفيل من المحافظين. فاز في انتخابات 1916 فترأس حكومة جديدة (1915-1917) حيث أعطى تحولا في السياسة الخارجية واختار مواجهة ألمانيا في أعقاب حوادث نسف قامت بها الغواصات الألمانية ضد السفن الاسبانية، ولكن لم يكن قادرا على حل المشاكل الاجتماعية الداخلية في إسبانيا، فهاجمته الصحافة المحافظة الموالية لألمانيا مما أجبر على تقديم استقالته.
وبعد بوقت قصير شارك في حكومة ائتلاف أنطونيو مورا وزيرا للبنية التحتية والعدل وفي حكومة مانويل غارسيا برييتو وزيرا للدولة (1918)، ثم ترأس حكومة قصيرة في ديسمبر 1918 والتي أطاح بها الاضطرابات الكاتالونية والصراعات العمالية. وقد ازيح في أبريل 1919 بعد إصداره مرسوم العمل بثماني ساعات يوميا. وفي سنة (1922-1923) أصبح وزيرا للعدل في حكومة مانويل غارسيا برييتو الليبرالية ثم رئيسًا لمجلس الشيوخ سنة 1923 بعد الانقلاب العسكري لميغيل بريمو دي ريفيرا في 13 سبتمبر 1923. وبعد الانقلاب وخلال الديكتاتورية بقي خارج السياسة رغم أنه شارك في المؤامرة المعروفة باسم سان خوانادا (بالإسبانية: Sanjuanada) سنة 1926 والتي فرض عليه بريمو دي ريفيرا غرامة قدرها 500,000 بيزيتا، وبالرغم من كونه مبلغا ضخما في ذلك الوقت إلا انه غير كبير بالنسبة لثري مثله.
بعد سقوط الدكتاتورية سنة 1930 أصبح فيجويرا وزيرا للدولة في حكومة خوان باتيستا أزنار-كاناباس، ولكن نتائج الانتخابات في 1931 أظهرت أن الملكية ليس لها شعبية لذلك نصح الملك ألفونسو الثالث عشر بمغادرة أسبانيا.

## الجمهورية الثانية ومابعدها
التقى رومانونس شخصياً مع نيسيتو ألكالا زامورا واللجنة الثورية، حيث اتفقوا على نقل السلطة سلمياً إلى حكومة مؤقتة للجمهورية دون تدخل عسكري، مقابل ضمان حياة الملك وعائلته. وتمكن رومانونس من المحافظة على مقعده في البرلمان في فترة الجمهورية عن غوادالاخارا، لكن وزنه السياسي تضائل بالرغم من تدخله في قراره الدفاع عن شخصية الملك ألفونسو الثالث عشر في منفاه وعن أعماله.
لم يشارك فيجويرا في انقلاب إسبانيا العسكري 1936، وعند اندلاع الحرب الأهلية كان في سان سباستيان مشغولا في عمله الخاص فعبر إلى فرنسا بمساعدة السفير الفرنسي. عاد سنة 1937 إلى المنطقة التي سيطر عليها القوميون حيث أضحى من اتباع فرانكو ولكنه لم يشارك أبدا في السياسة. بعد الحرب كتب مذكراته وكان رئيسا للأكاديمية سان فرناندو الملكية للفنون الجميلة وعضو في أكاديميات التاريخ والقانون. وقد كان عضوا في كورتيز إسبانيول الخاضع لفرانكو لأنه رئيس أكاديمية سان فرناندو الملكية للفنون الجميلة.

## حياته الخاصة

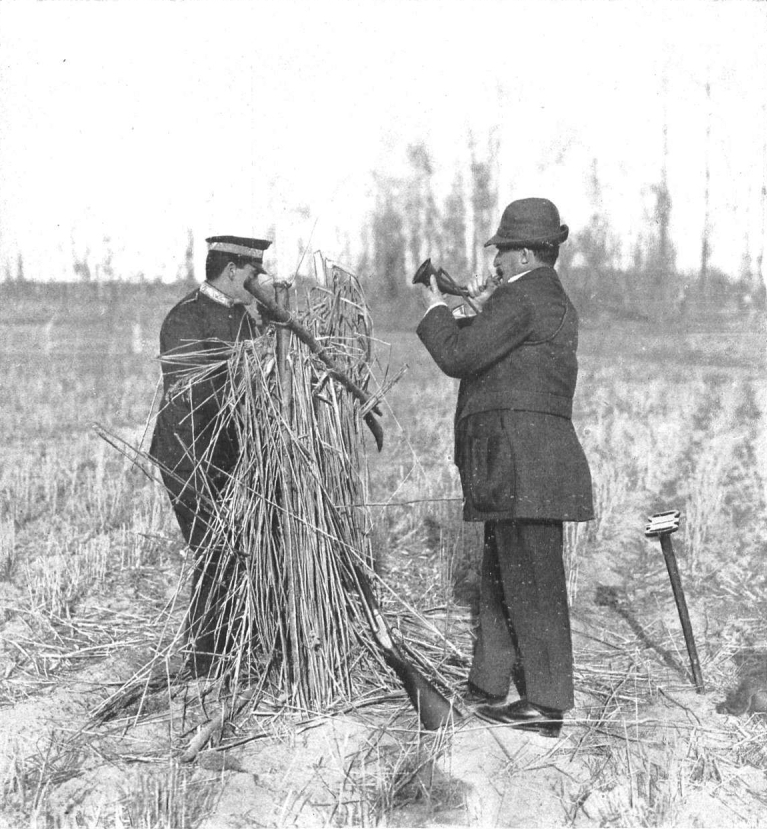
عالم الجرافيك، الكونت الرومانوني

تزوج من كاسيلدا ألونسو-مارتينيز ابنة مانويل ألونسو مارتينيز وهو سياسي ليبرالي، صديق ساغستا وصاحب شركة قانونية معروفة في مدريد. كان لديهم ثمانية أبناء، قُتل أحدهم في الحرب في المغرب في 1920 وابنة واحدة. ونافس حفيده كارلوس فيجويروا عن إسبانيا في الألعاب الأولمبية الصيفية 1956.